# Aziar
Aziar é uma comuna Marroquina localizada no sul do país, com uma área de 142 km² e 2.053 habitantes em 2024.  Administrativamente pertence a região de Suz-Massa, prefeitura de Agadir Ida-Outanane e circulo de Agadir Atlantique.

## Geografia
A comuna esta localizada a 56 km de Agadir, sendo o seu relevo predominante montanhoso.

## História
A comuna foi criada em 1960.

## Demografia
Em 2024 a população da comuna era de 2.053 habitantes.

### Crescimento demográfico
O crescimento demográfico da comuna ao longo dos anos é a seguinte:
| 2024  | 2014  | 2004  | 1994  |
| ----- | ----- | ----- | ----- |
| 2.053 | 2.948 | 3.803 | 3.922 |